# So Long (Maya Hawke)
So Long è un singolo della cantante statunitense Maya Hawke, pubblicato il 20 maggio 2020 come terzo estratto dal primo album in studio Blush.